# George Taylor
George Taylor, né vers 1716 en Irlande et mort le 23 février 1781 à Easton, est un homme politique américain.
Il est l'un des signataires de la Déclaration d'indépendance des États-Unis.
Son ancienne demeure, la George Taylor House, est un National Historic Landmark.